# Andreas Herneisen

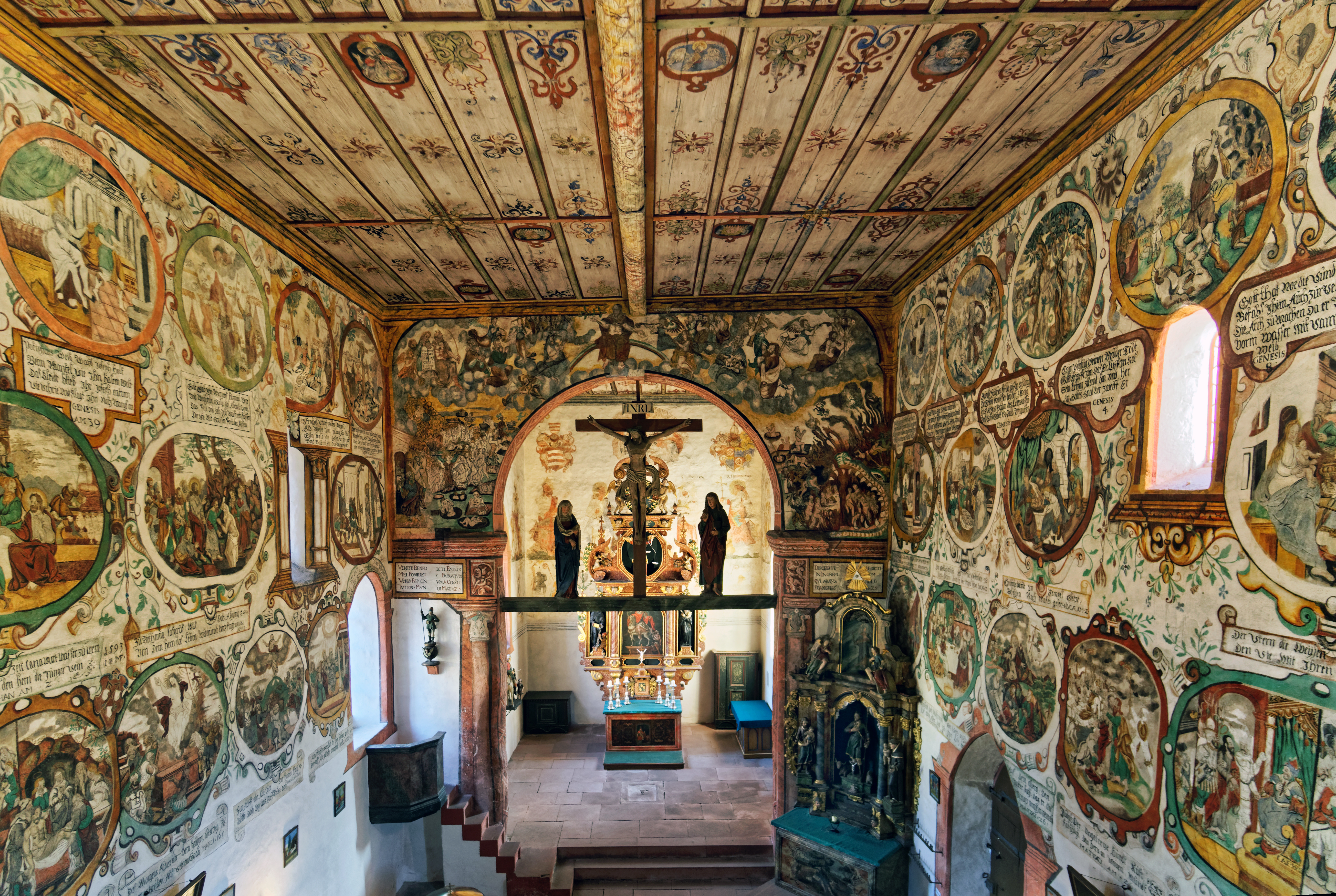
Blick in die von Andras Herneisen ausgemalte Martinskapelle in Bürgstadt.

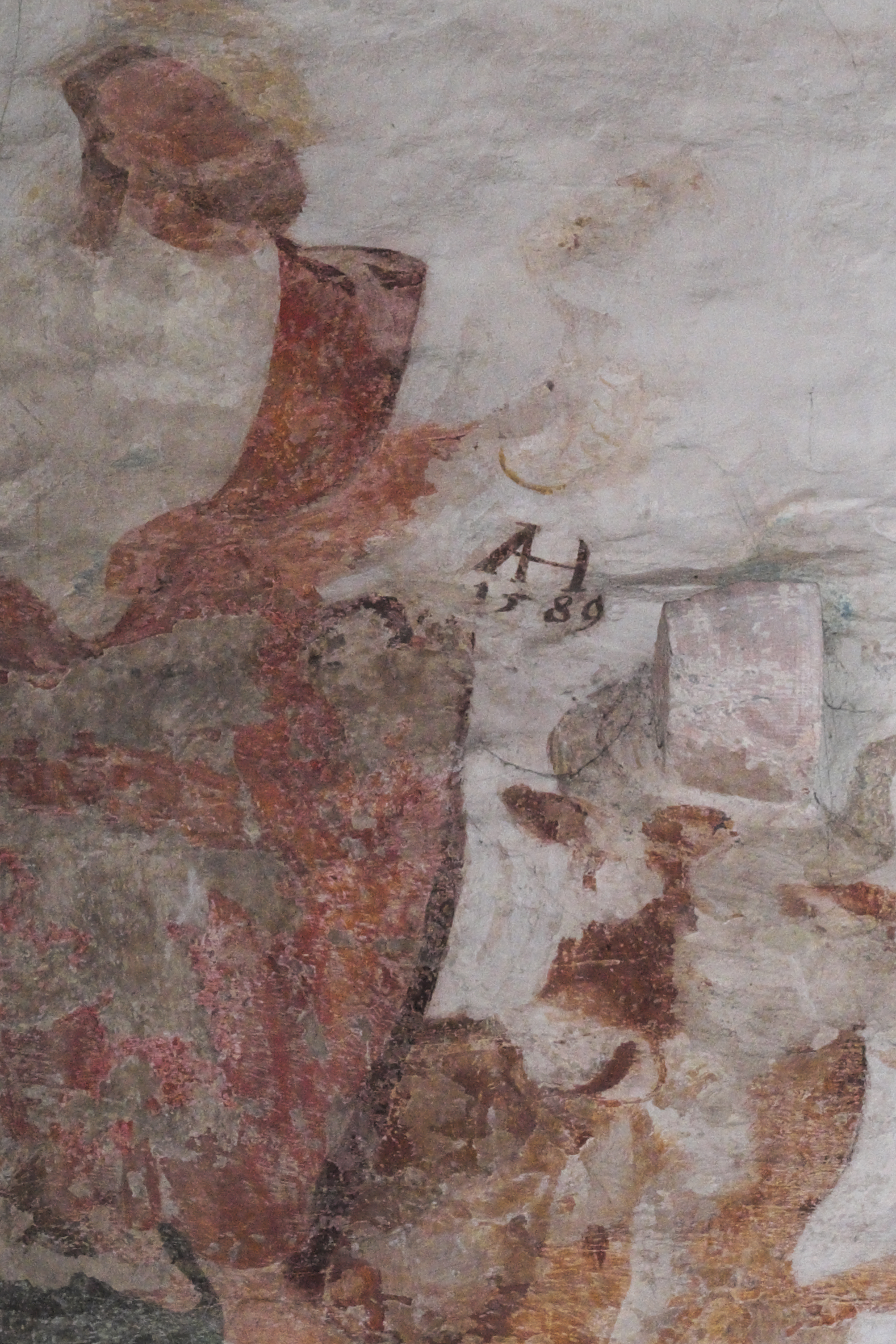
Signatur von Andreas Herneisen in der Martinskapelle in Bürgstadt mit der Jahreszahl 1589

Andreas Herneisen oder Herneysen (* 1538 in Nürnberg; † 1610 ebenda) war ein deutscher Maler der Renaissance.

## Leben und Wirken
Ab 1562 wird Andreas Herneisen in den Nürnberger Ratsverlässen als Meister genannt. In Nürnberg malte er zahlreiche Porträts von Patriziern wie das Doppelporträt von Hans Sachs und sich selbst. Von 1578 bis 1587 hielt sich Andreas Herneisen in Würzburg auf und erhielt – obwohl Protestant – zahlreiche Aufträge vom Würzburger Fürstbischof Julius Echter. Von 1590 bis 1592 bemalte er für den Herzog Ludwig von Württemberg die Decke im Festsaal des Neuen Lusthauses am Schlossplatz in Stuttgart. 1593 kehrte Andreas Herneisen wieder in seine Heimatstadt zurück und fertigte vor allem Konfessionsbilder für evangelische Pfarreien an. 1608/09 war er nochmals in Würzburg tätig.

## Werke (Auswahl)

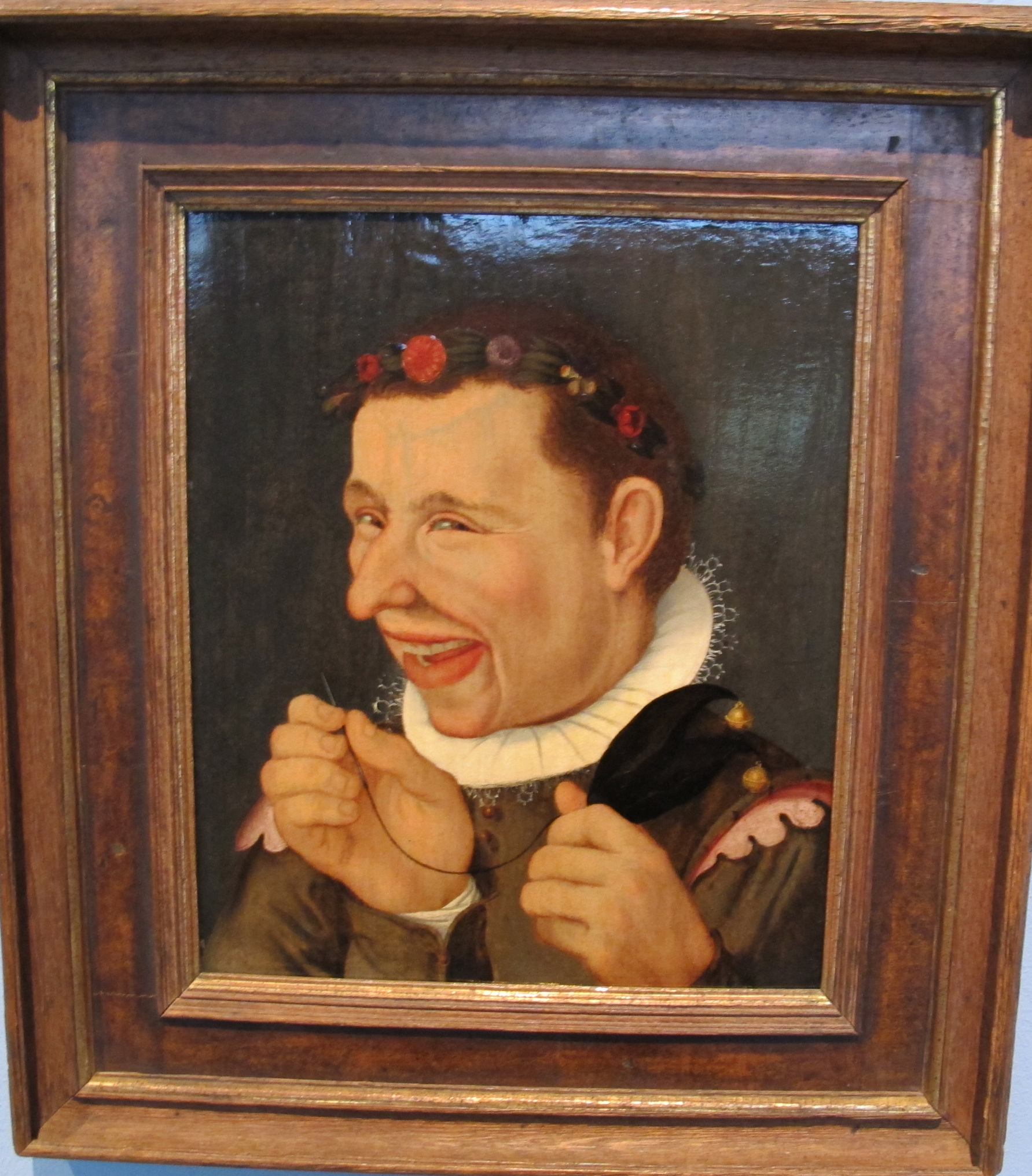
Gemälde von Andreas Herneisen im Germanischen Nationalmuseum in Nürnberg

- ab 1562: Porträts von Nürnberger Patriziern
- 1576: Doppelporträt von Hans Sachs und sich selbst
- Ausmalung der Zisterzienserklosterkirche Aldersbach in Niederbayern
- Ausmalung der evangelischen Pfarrkirche in Beerbach in Mittelfranken[1]
- 1581: Gemälde Jakobs Traum von der Himmelsleiter heute im Museum „Pilger & Wallfahrer“ Dettelbach
- 1589: Stifterbild in der Martinskapelle in Bürgstadt
- 1589/90: Ausmalung der Martinskapelle in Bürgstadt
- 1590–1592: Deckenbemalung des Festsaals des Neuen Lusthauses am Schlossplatz in Stuttgart mit Jagdszenen und Landschaftsbildern
- 1601: Gemälde Die Augsburger Konfession für die evangelische Pfarrkirche St. Nikolaus und Ulrich in Nürnberg-Mögeldorf[2]
- 1602: Konfessionsbild in der evangelischen Pfarrkirche von Kasendorf in Oberfranken[3]
- 1606: Bekenntnisgemälde in der evangelischen Pfarrkirche von Buchbrunn in Unterfranken
- 1608/09: Arbeiten am Würzburger Dom (Deckenmalereien)[4] und an der Festung Marienberg